# La Capilla del Hombre
La Capilla del Hombre è un museo d'arte costruito a Quito, in Ecuador, su iniziativa del pittore ecuadoriano Oswaldo Guayasamín come un omaggio all'essere umano. Il nome del museo, infatti, significa "La cappella dell'uomo".
Il progetto fu concepito nel 1985, ma la costruzione dell'edificio iniziò solo nel 1995 e si concluse nel 2002, dopo la morte dell'artista. Il museo, inaugurato il 29 novembre 2002, fa parte della Fondazione Guayasamín, ed è situato vicino al Museo Casa-Taller Guayasamín, luogo di residenza di Oswaldo Guayasamín nei suoi ultimi vent'anni di vita. Più a nord è prevista la costruzione di altri musei che ospiteranno collezioni d'arte donate dall'artista.
La Capilla del Hombre fu dichiarata dall'UNESCO «Progetto prioritario per la cultura», e dal Governo Nazionale dell'Ecuador «Patrimonio culturale dello stato ecuadoriano».
Questo museo è dedicato a tutto il popolo dell'America Latina come una «chiamata» (parola usata dallo stesso Guayasamín) alla sua unità dal Messico alla Patagonia. Al suo interno si trova la fiamma eterna per i Diritti umani e per la Pace.